# Blå Division
Den Blå Division (på spansk: División Azul eller officielt División Española de Voluntarios) var en enhed af spanske frivillige soldater, der kæmpede for Nazi-Tyskland under Anden Verdenskrig. De blev sendt til Østfronten for at kæmpe mod Sovjetunionen og var aktiv fra 1941 til 1944. Divisionen fik sit navn fra de blå skjorter, som de spanske falangister – tilhængere af den spanske fascistiske bevægelse – bar som en del af deres uniform.

## Baggrund og Oprettelse
Da Anden Verdenskrig brød ud, var Spanien under ledelse af general Francisco Franco, som var kommet til magten efter den spanske borgerkrig (1936-1939) med hjælp fra Tyskland og Italien. Selvom Spanien officielt var neutralt under Anden Verdenskrig, sympatiserede Franco med Nazi-Tyskland og fascismen. For at støtte Adolf Hitler uden officielt at erklære krig mod de allierede, besluttede Franco at sende frivillige til Østfronten. Dette tillod ham at vise loyalitet over for Hitler og tilfredsstille mange af sine egne tilhængere, som ønskede at bekæmpe kommunismen.

## Sammensætning og Uddannelse
Blå Division blev dannet i 1941, og omkring 18.000 spaniere meldte sig til tjeneste. Mange af dem var medlemmer af den spanske Falange-bevægelse, der sympatiserede med fascistiske og antikommunistiske ideer. De blev også tiltrukket af muligheden for at kæmpe mod kommunismen i Sovjetunionen. Soldaterne blev uddannet og udstyret af den tyske hær (Wehrmacht) og fik en tysk organisationsstruktur. De spanske soldater fik Wehrmacht-uniformer med et specielt armbind med det spanske flag for at skelne dem fra andre tyske tropper.

## Indsats ved Østfronten
I sommeren 1941 blev Blå Division sendt til Østfronten, hvor de kæmpede under tysk ledelse mod den Røde Hær. De blev primært sat ind på den nordlige front ved Leningrad (i dag Skt. Petersborg), hvor de deltog i belejringen af byen. De spanske tropper blev kendt for deres mod og udholdenhed i de ekstreme russiske vejrforhold, især de barske vintre, som mange af dem ikke var forberedte på.
Nogle af de vigtigste kampe, hvor Blå Division deltog, var:
1. Belejringen af Leningrad (1941-1944): En af de længste og mest brutale belejringer i historien, hvor Blå Division var med til at holde de sovjetiske styrker i skak.
2. Slaget ved Novgorod (1941-1942): En kamp om en strategisk vigtig by, hvor Blå Division kæmpede for at holde den under tysk kontrol.
3. Slaget ved Krasny Bor (1943): En af de mest berømte kampe for Blå Division, hvor de spanske soldater stødte sammen med en langt større sovjetisk styrke. Trods store tab lykkedes det dem at holde deres position i flere dage, hvilket skabte respekt blandt deres tyske allierede og blandt fjenden.

## Forholdene og De Hårde Tab
Forholdene på Østfronten var ekstremt barske. Den russiske vinter tog hårdt på soldaterne, der ikke var vant til de kolde temperaturer. Blå Division led store tab på grund af de sovjetiske modangreb, de vanskelige vejrforhold og sygdomme som følge af dårlige forsyninger og medicinske ressourcer. Af de oprindelige 18.000 soldater anslås det, at omkring 4.500 blev dræbt, og mange flere blev såret eller blev syge.

## Tilbagetrækning og Opløsning
I 1943, da krigen begyndte at vende imod Tyskland, og Sovjetunionen pressede hårdt på Østfronten, begyndte Franco at trække divisionen tilbage. På det tidspunkt var det politisk risikabelt for Franco at støtte Tyskland, da de allierede – især USA og Storbritannien – havde en voksende indflydelse i Europa, og Franco ønskede at opretholde Spaniens neutralitet for at undgå repressalier. Trods den officielle tilbagetrækning blev nogle spanske soldater dog ved med at kæmpe sammen med tyskerne i uofficielle enheder, kendt som "Den Blå Legion".
I 1944 blev Blå Division officielt opløst, og de fleste af de resterende spanske soldater vendte hjem til Spanien.

## Eftermæle og Betydning
Blå Division blev en symbolsk enhed i kampen mod kommunismen, og for mange i Spanien blev soldaterne betragtet som helte, der kæmpede mod Sovjetunionen og de kommunistiske idealer. Divisionen blev også en del af en bredere fascistisk og antikommunistisk fortælling, selvom den var kontroversiel, da Spanien officielt var neutralt under krigen. Efter krigen blev nogle af veteranerne fra Blå Division hyldet i Spanien, mens andre var præget af de barske oplevelser og tabene på Østfronten.
Den Blå Division er i dag stadig et omdiskuteret emne i Spanien. For nogle symboliserer den kamp mod kommunisme, mens andre ser den som en del af Francos fascistiske styre og en pinlig del af landets historie.